# Pleshey
Pleshey è un villaggio sito nell'Est dell'Inghilterra, contea dell'Essex.

## Storia
Pleshey fu donato da Guglielmo il Conquistatore a Godfrey de Mandeville (morto nel 1100 circa) come dono per i propri servigi resi durante la Battaglia di Hastings del 1066. I Mandeville conservarono tale proprietà, tanto che un suo nipote fu poi creato Conte di Essex da re Stefano I d'Inghilterra.
A Pleshey venne costruito un castello, inizialmente un semplice motte e bailey costituito probabilmente da una palizzata di legno, una torre posta sulla collina e da due cortili chiusi che formavano il nucleo murario vero e proprio, il tutto circondato, presumibilmente da un fossato. Nel tardo XII secolo la struttura venne trasformata in una di pietra, dopo essere stato smantellato attorno al 1158 e ricostruito verso la fine del secolo.
Attraverso una serie di matrimoni il castello andò ai Duchi di Gloucester, quando nel 1397 Tommaso Plantageneto, I duca di Gloucester, venne decapitato per ordine di Riccardo II d'Inghilterra il castello rimase privo di proprietari e andò lentamente in rovina, lasciando visibile solo la collina e poco altro.
Tuttavia prima di questa fine il castello rivestì una certa importanza. Henry de Bohun, I conte di Hereford (1176-1220) e la moglie Maud, nipote di Godfrey de Mandeville ed erede della famiglia, ne fecero la loro residenza principale ed il loro figlio Humphrey de Bohun, II conte di Hereford (1208 circa-24 settembre 1275) divenne Conte di Essex e Conestabile d'Inghilterra, divenendo il secondo dei molti altri de Bohun che avrebbero vissuto lì. La fortuna dei Bohun per altro crebbe con gli anni quando Humphrey de Bohun, IV conte di Hereford sposò Elisabetta d'Inghilterra (1282-1316) figlia di Edoardo I d'Inghilterra. Il più giovane dei suoi figli, William de Bohun, I conte di Northampton (1312 circa-1360) partecipò alla prima fase della Guerra dei cent'anni escogitando alcune delle tecniche che portarono agli inglesi le vittorie alla Battaglia di Morlaix, Battaglia di Crécy e all'Assedio di Calais (1346), servigi per i quali venne fatto conte. Il fratello maggiore di William, Humphrey de Bohun, VI conte di Hereford morì nel 1361 senza lasciare eredi e Pleshey passò al figlio maggiore di William Humphrey di Bohun, VII conte di Hereford. Qui la storia dei Bohun si unisce a quella dei Gloucester, la figlia di quest'ultimo, Eleanor de Bohun (1366 circa- 3 ottobre 1399) sposò Tommaso Plantageneto, I duca di Gloucester, che venne poi fatto decapitare.
Da quel momento in poi Pleshey decadde con il suo castello divenendo un semplice villaggio di campagna.